# Cyclopes catellus
Cyclopes catellus is een zoogdier uit de familie van de dwergmiereneters (Cyclopedidae). De dieren komen voor in centraal Bolivia en leven op de hellingen van de Andes. Kenmerken van de soort zijn een geelbruine rug en een donkere buikstreep, evenals de relatief korte staart. De wetenschappelijke naam werd in 1928 geïntroduceerd door Oldfield Thomas als ondersoort van de gewone dwergmiereneter (C. didactylus), maar het wordt sinds 2017 als een aparte soort beschouwd.

## Kenmerken
Het holotype van Cyclopes catellus heeft een kop-romplengte van 18,0 cm en een staartlengte van 20,5 cm. De staart is langer dan de rest van het lichaam en kan worden gebruikt als een grijporgaan, maar hij is bij deze soort gemiddeld korter dan bij de meeste andere dwergmiereneters. De rug is grotendeels geelbruin van kleur. De buik, staart en poten zijn daarentegen meer gelig gekleurd, de soort heeft geen rugstreep. Op de buik heeft het een onderscheidende, breed uitgesproken streep. In dit kenmerk lijkt de Boliviaanse pygmeemiereneter grotendeels op Cyclopes thomasi uit het zuidwesten van Brazilië en centraal Peru, maar in deze is de buikstreep minder opvallend. De vacht is over het algemeen dicht en zacht, aan de basis van de staart worden de haren erg lang, dus ze geven de staart een kegelvorm. Ze hebben krachtige klauwen.

## Voorkomen
De soort is endemisch in Zuid-Amerika. Het verspreidingsgebied is beperkt tot centraal Bolivia. Daar bewonen de dieren de loofbossen op de hellingen van de Andes. Het is het meest zuidelijk voorkomende soort van de dwergmiereneters, mogelijk komt de soort geïsoleerd van de andere soorten voor.

## Taxonomie
C. didactylus catellus werd voor het eerst wetenschappelijk beschreven in 1928 door Oldfield Thomas. Thomas rekende de nieuwe vorm als een ondersoort van de gewone dwergmiereneter (C. didactylus) en onderscheidde de ondersoort op basis van de kortere staart, de ontbrekende rugstreep en de kenmerkende en brede buikstreep, die al bij juvenielen wordt gevormd. Aan de status van de ondersoort werd in de daaropvolgende periode nauwelijks getwijfeld, maar na intensieve moleculair genetische en morfologische studies naar de dwergmiereneters, werd C. didactylus catellus in 2017 tot soortstatus verheven. In dit onderzoek werden in totaal zeven soorten binnen het geslacht Cyclopes geïdentificeerd, terwijl er voorheen maar één werd erkend (C. didactylus). In tegenstelling tot de andere zes is de soortstatus van C. catellus puur gebaseerd op morfologische, anatomische en geografische overwegingen, aangezien genetisch materiaal niet beschikbaar was voor het onderzoek. De exacte relatie tussen C. catellus en de andere vertegenwoordigers van de dwergmiereneters is daarom momenteel onbekend.